# Max Steinthal

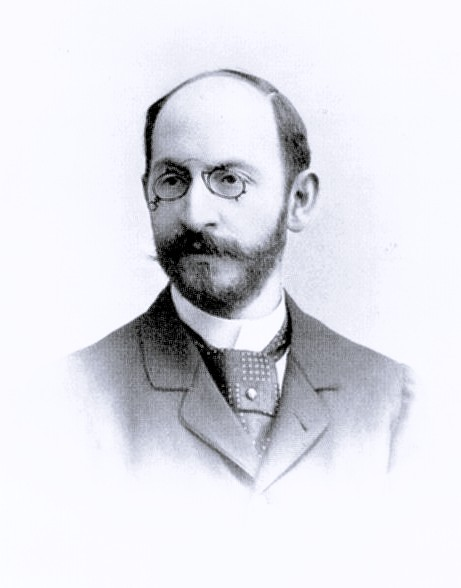
Max Steinthal 1893

Max Steinthal (* 24. Dezember 1850 in Berlin; † 8. Dezember 1940 ebenda) war als Bankier Direktor und nachfolgend Aufsichtsratsvorsitzender der Deutschen Bank. Als eine seiner Hauptleistungen gilt die Finanzierung der vorher allgemein als unrentabel angesehenen Berliner Hoch- und Untergrundbahn.

## Lebensweg

### Beruf

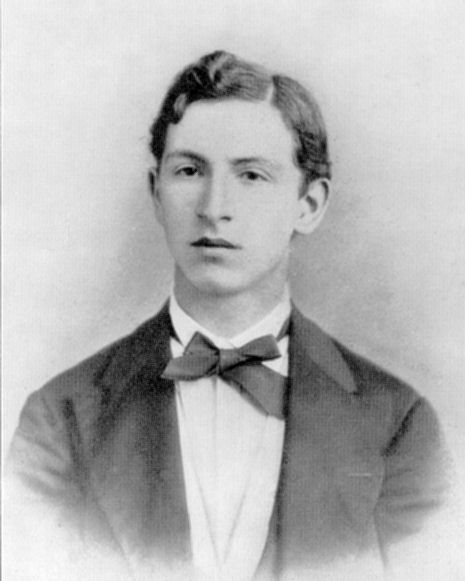
Steinthal im Alter von 17 Jahren

Seine Schulbildung erhielt Max Steinthal zuerst zu Hause und später an der Königstädtischen Realschule. Bereits im Alter von 16 Jahren machte Steinthal sein Abitur und begann anschließend eine Bankfachlehre im Bankhaus A. Paderstein, das ihn nach Abschluss seiner Ausbildung weiter beschäftigte. Steinthal machte dort zügig Karriere. Bereits als Zwanzigjähriger fiel er an der Berliner Börse durch seine Gewandtheit auf, so dass er noch im selben Jahre eine Einzelprokura erhielt. Schon im Alter von 21 Jahren wurde er Vorstandsmitglied.
Bei einer Reise nach Sylt lernte Steinthal Hermann Wallich, einen der beiden Direktoren der Deutschen Bank, den Steinthal bis dahin nur flüchtig kannte, besser kennen. Dieses Zusammentreffen übte auf Wallich einen derart starken Eindruck aus, dass er anregte, Steinthal einen weiteren Direktorenposten bei der Deutschen Bank einzuräumen. Als Steinthal im Rahmen der Verhandlungen das erste Mal mit Georg von Siemens, Wallichs Direktionskollegen, zusammentraf, soll er auf Siemens’ Frage „Also Sie wollen Prokurist der Deutschen Bank werden?“ mit „Nein, nicht das, sondern ihr Direktor“ geantwortet haben. Am 15. Dezember 1873 nahm Steinthal seine Tätigkeit als Kollege von Wallich und Siemens im Vorstand der Deutschen Bank auf.

Zentrale der Deutschen Bank an der Ecke Behren- und Kanonierstraße

Die ersten Jahre seiner Tätigkeit für die Deutsche Bank widmete Steinthal sehr erfolgreich dem Börsen- und Arbitragegeschäft. Ab etwa 1890 begann die Deutsche Bank ihr Geschäft auf die Finanzierung von industriellen Unternehmungen auszudehnen. Auf Anregung von Werner von Siemens stellte sich die Deutsche Bank an die Spitze eines Konsortiums, das die im Besitz der Familie Mannesmann in Remscheid befindlichen Röhrenwalzwerke in eine Aktiengesellschaft, die Deutsch-Österreichische Mannesmannröhren-Werke A.-G., mit einem Aktienkapital von 35 Millionen Goldmark überführte. Die Entwicklung der Aktiengesellschaft erfüllte jedoch nicht die hohen Erwartungen. Steinthal übernahm daraufhin ab 1892 die Reorganisation des Werkes, ab 1896 als Aufsichtsratsvorsitzender. Außerdem ermittelte er eine Unterbilanz von 20 Millionen Goldmark aufgrund zu hoch bewerteter Patente und Produktionsanlagen. Es folgten daraufhin langwierige Gerichtsprozesse mit den Brüdern Mannesmann, die im April 1900 mit einem Vergleich abgeschlossen wurden. Im Jahre 1905/06 hatte Steinthal die Sanierung der Gesellschaft erfolgreich durchgeführt, und es kam erstmals zur Ausschüttung einer Dividende.
Den ersten Kontakt zu den Plänen bezüglich der Errichtung einer elektrischen Hoch- und Untergrundbahn in Berlin bekam Steinthal 1891, als er sich zufällig zeitgleich mit Werner von Siemens in Neapel aufhielt und sich über dessen Projekte austauschte. Im Laufe der nachfolgenden Verhandlungen beschlossen Siemens & Halske und die Deutsche Bank, für den Bau und Betrieb der Bahn eine Tochtergesellschaft zu gründen. Im Oktober 1897 wurde so mit einem Grundkapital von 12,5 Millionen Goldmark die Hochbahngesellschaft ins Leben gerufen, Steinthal übernahm den Posten des stellvertretenden Aufsichtsratsvorsitzenden und rückte 1908 zum Aufsichtsratsvorsitzenden auf. Trotz zahlreicher Zweifel von dritter Seite an der Rentabilität des Unternehmens vertraute Steinthal auf die ausführlichen Verkehrsprognosen, die Gustav Kemmann im Auftrag der Deutschen Bank erstellt hatte und die sich auf das Genaueste erfüllten. So konnte die Hochbahngesellschaft von Anfang an eine Dividende ausschütten.

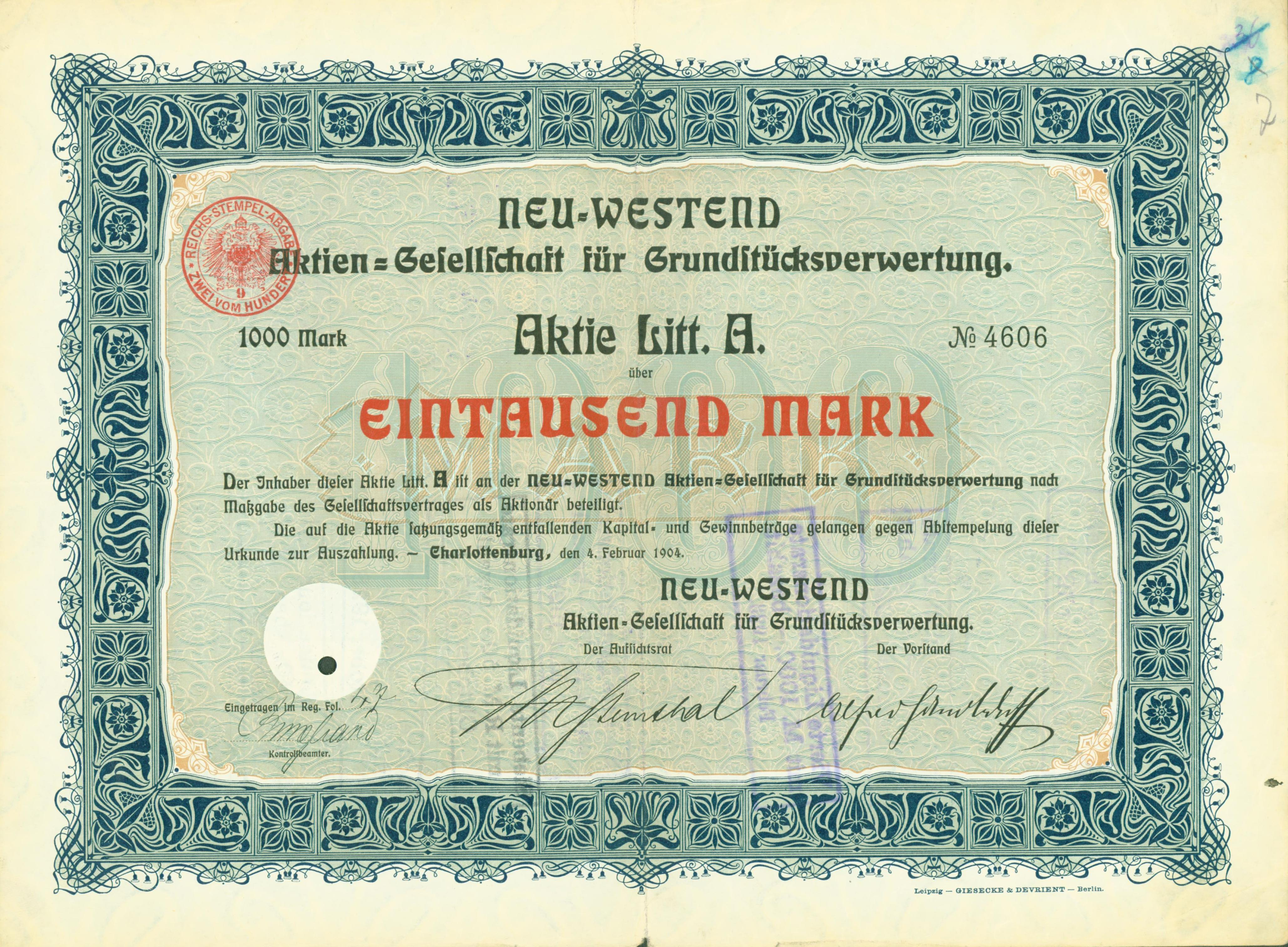
Aktie über 1000 Mark der Neu-Westend AG für Grundstücksverwertung vom 4. Februar 1904 mit den Unterschriften von Aufsichtsrat Steinthal und Vorstand Schrobsdorff

Nachdem die Stammstrecken der Hochbahngesellschaft eröffnet waren, stellte sich die Genehmigung neuer Linien als schwierig dar, da sich die Stadt Berlin den Ausbau des Schnellbahnnetzes selbst vorbehalten wollte. Es war Steinthals Idee, nicht weiter den vorhandenen Verkehrsströmen mit neuen Linien zu folgen, sondern den Ausbau des Schnellbahnnetzes mit der Erschließung neuer Siedlungsgebiete zu verbinden. Auf Steinthals Veranlassung hin erwarb so die Deutsche Bank große unbebaute Flächen in Westend und gründete die Neu-Westend A.-G. für Grundstücksverwertung. Die Kosten für den Bau der Untergrundbahnstrecke nach Westend wurden durch die Wertsteigerung der erschlossenen Grundstücke getragen. In gleicher Weise erfolgte die Erschließung an der Schönhauser Allee mit der Boden-Gesellschaft am Hochbahnhof Schönhauser Allee A.-G.
Einen wichtigen Verhandlungserfolg erzielte Steinthal, als 1917 eine Verkehrsteuer in Preußen eingeführt wurde. In Gesprächen mit den zuständigen Ministern und den Fraktionsführern im Reichstag erreichte Steinthal, dass in das Verkehrsteuergesetz ein Passus aufgenommen wurde, nach dem für elektrische Schnellbahnen der Steuersatz ermäßigt werden konnte. Auf Grundlage dieses Absatzes wurde die Hochbahngesellschaft von der Verkehrsteuer befreit.
Den Übergang der Hochbahngesellschaft in städtischen Besitz sah Steinthal als Vertreter des Kapitals kritisch. Als er am 8. April 1927 das Amt des Aufsichtsratsvorsitzenden an Ernst Reuter übergab, sagte er in seiner Abschiedsrede: „Sie können sich denken, dass es mir keineswegs erwünscht gewesen ist, dass die Hochbahn in städtische Hände, das heißt in Hände außerhalb der bisherigen Verwaltung, gekommen ist. Ich habe mich aber den Umständen fügen müssen.“
Bis Ende 1905 war Steinthal im Vorstand der Deutschen Bank aktiv. Anschließend wechselte er in den Aufsichtsrat der Bank, dessen Vorsitz er von 1923 bis 1932 innehatte. Im Mai 1935 zog er sich aus dem Aufsichtsrat zurück, um, wie er es selbst formulierte, der Bank keine Schwierigkeiten zu machen – Steinthal war jüdischer Abstammung.

### Familie
Max Steinthal wurde am 24. Dezember 1850 in Berlin geboren. Seine Eltern, Großkaufmann Eduard Steinthal und Johanna Steinthal, geborene Goldstein, waren aus dem Anhaltischen nach Berlin gekommen. Max Steinthal hatte drei Geschwister, seinen älteren Bruder Leopold und seine beiden jüngeren Schwestern Sophie und Elvira. Sie alle wuchsen im elterlichen Haus in der Neuen Friedrichstraße 22 auf.

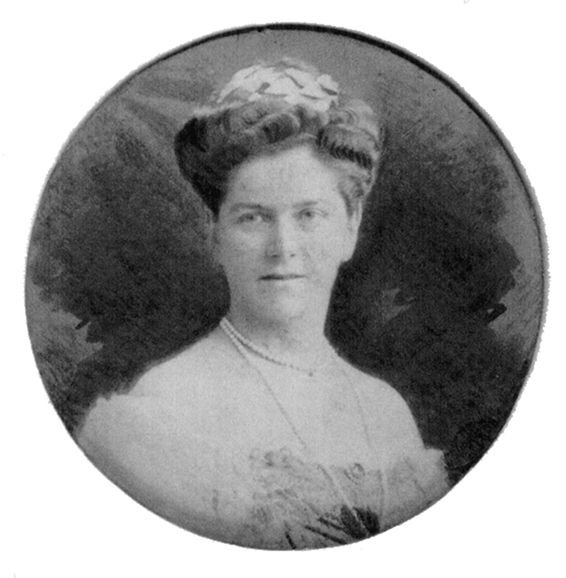
Fanny Steinthal um 1900

Seine erste eigene Wohnung mietete Steinthal 1876 in der Voßstraße 31 in Berlin-Mitte. Anfang April 1889 lernte er die aus Wien stammende Fanny Lindenthal kennen, mit der er sich noch im selben Monat verlobte und die er am 4. Juli 1889 im Stadttempel, der Hauptsynagoge von Wien, heiratete. Getraut wurden sie von Adolf Jellinek. Am 24. August 1889 zog das Paar in sein erstes gemeinsames Domizil in der Roonstraße 9 in Berlin-Tiergarten direkt am Königsplatz, dem heutigen Platz der Republik.
1890 gebar Fanny Steinthal den Sohn Erich (* 30. Juni 1890; † 2. Juli 1963), der später Verleger wurde. Ihm folgten sechs weitere Kinder des Paares; Daisy (1891–1980), Eva (1892–1993), Werner (1894), Eduard (1896), Ruth (1898) und Peter (1899). Die jüdische Religion, in die Max und Fanny Steinthal hineingeboren wurden, wurde im Hause Steinthal nicht „gelebt“. Max Steinthal selbst ging nur einmal pro Jahr in die nahe gelegene Synagoge Fasanenstraße, um dort persönlich seine jährliche Spende abzugeben. Die Steinthalschen Kinder wurden sogar evangelisch getauft.
Da angesichts des Kinderreichtums die Wohnung in der Roonstraße bald zu klein wurde, kaufte Max Steinthal das Grundstück Uhlandstraße 191 in Charlottenburg und ließ sich von dem befreundeten Architekten Richard Wolffenstein eine Villa errichten. 1894 zogen die Steinthals dort ein.
Bis zur Jahrhundertwende entwickelte sich die Villa Steinthal zu einem Treffpunkt des Berliner Finanz- und Wirtschaftsbürgertums. Häufig gab es Empfänge und Konzerte in der repräsentativen Empfangshalle der Villa.
Zum 35. Hochzeitstag (1924) schenkte Max Steinthal seiner Frau das 170 Hektar große Gut „Neue Mühle“ am Maxsee in der Nähe von Müncheberg. Das Gut wurde zum Familientreffpunkt an den Wochenenden, und die mittlerweile vorhandenen Enkelkinder verbrachten dort regelmäßig ihre Sommerferien.

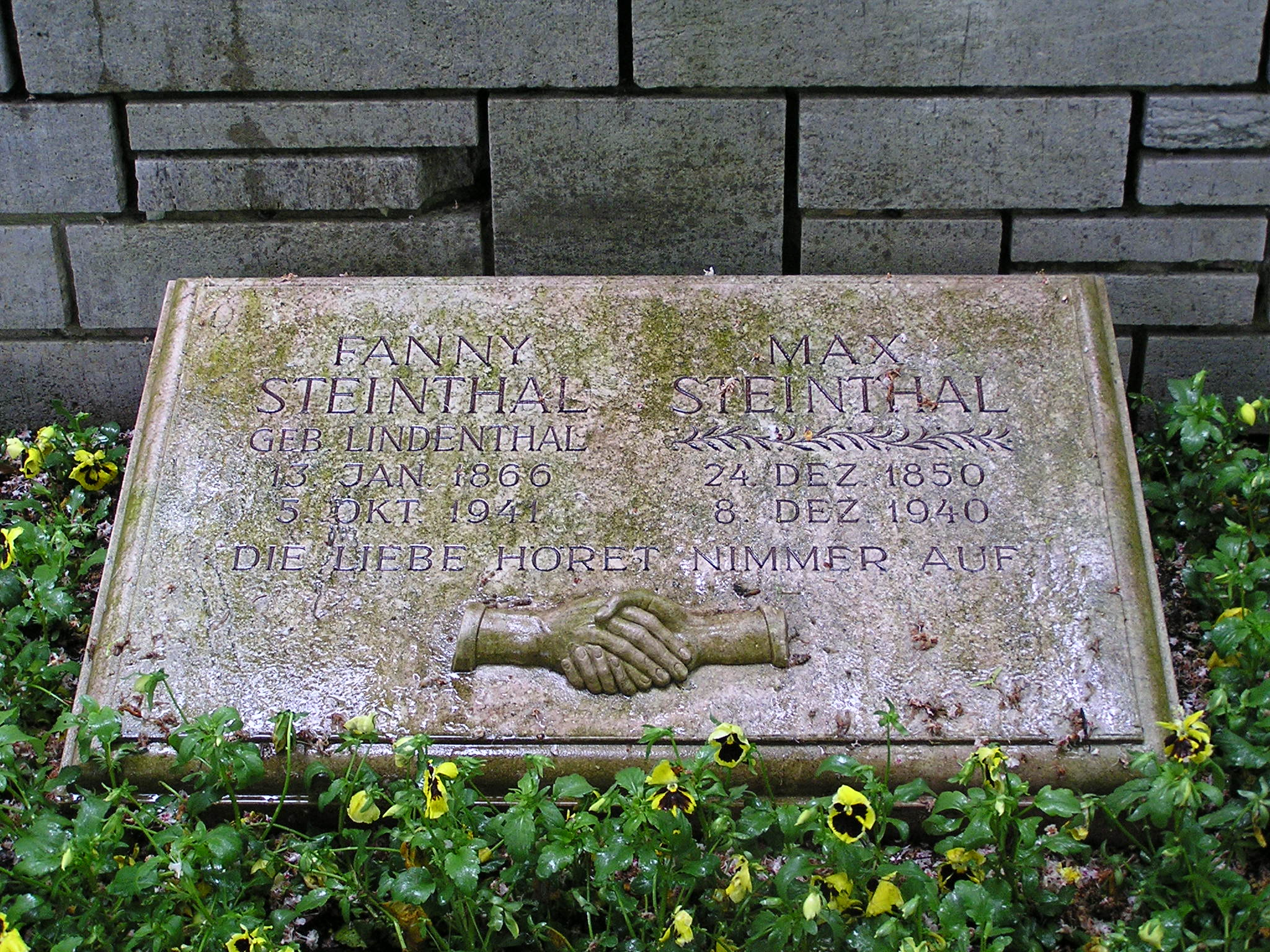
Grabstein von Max Steinthal und seiner Frau Fanny

Nach der Machtergreifung der Nationalsozialisten fand 1934 eine letzte Familienfeier zum 45. Hochzeitstag von Max und Fanny Steinthal statt. Die meisten Kinder des Paares flüchteten in den Folgejahren aus Deutschland. Ihre Wege führten sie nach Großbritannien, Schweden, Brasilien und in die Vereinigten Staaten. Max und Fanny Steinthal konnten sich zu diesem Schritt nicht mehr durchringen und ertrugen die Repressalien der Nationalsozialisten. 1939 wurden sie genötigt, ihren Immobilienbesitz weit unter Wert zu verkaufen, und andere Vermögenswerte wurden konfisziert. Ab November 1940 mussten sie in zwei Hotelzimmern im Eden-Hotel in der Budapester Straße wohnen.
Max Steinthal starb kurze Zeit später fast neunzigjährig am 8. Dezember 1940 und wurde am 19. Dezember im Familiengrab auf dem interkonfessionellen Waldfriedhof Heerstraße beigesetzt (Grablage: Erb. 2-D). Am 5. Oktober 1941 folgte ihm seine Frau Fanny, die am 16. Oktober ebenfalls im Steinthalschen Familiengrab beigesetzt wurde.

### Gesellschaft
Neben der deutlich gewinnorientierten Arbeitsweise in der Deutschen Bank zeichnete Steinthal stets ein ausgeprägtes soziales Engagement aus. In der Deutschen Bank finanzierte Steinthal aus privatem Kapital einen Gesangsverein, ein Orchester und einen Fechtklub. Außerhalb der Bank unterstützte Steinthal das Jüdische Krankenhaus. Zudem war er Mitglied der Wohltätigkeitsorganisationen Gesellschaft der Freunde (seit 1878) und Magine Rèim (seit 1894) sowie des Kaiser-Friedrich-Museumsvereins und 1929 Gründungsmitglied des Vereins der Freunde der Nationalgalerie.

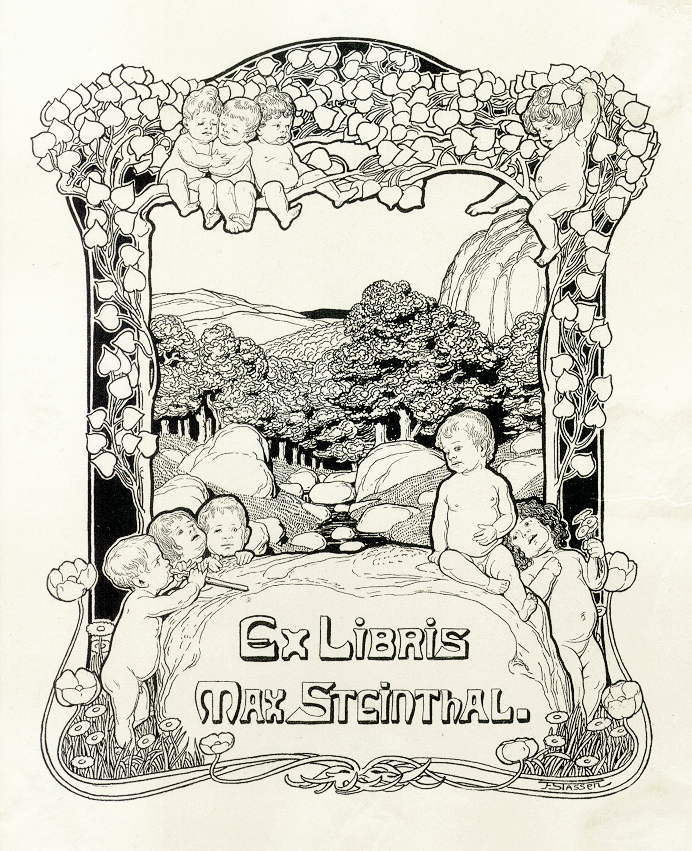
Exlibris Steinthals

Max Steinthal gehörte zum neu entstandenen Finanzbürgertum und war zusammen mit einigen seiner Bankierskollegen einer der zehn reichsten Bürger von Berlin, wobei die meisten von ihnen in Berlin nur arbeiteten, aber in einem der Vororte wohnten.
Sein Leben lang nutzte Steinthal sein Privatvermögen, um soziale und wissenschaftliche Projekte zu unterstützen. Der Stadt Charlottenburg spendete er beispielsweise im Jahre 1905 zu deren 200-jährigem Bestehen 100.000 Goldmark für den Bau einer Waldschule. Mit der gleichen Summe förderte er die Gründung der Kaiser-Wilhelm-Gesellschaft, zu deren Gründungsmitgliedern er 1911 gehörte. Die Freundschaft der Steinthals mit Wilhelm von Bode war von beiderseitigem Nutzen. Während Steinthal Bode bei der Geldanlage beriet, vermittelte Bode bei der Anschaffung von Gemälden.

## Die Kunstsammlung

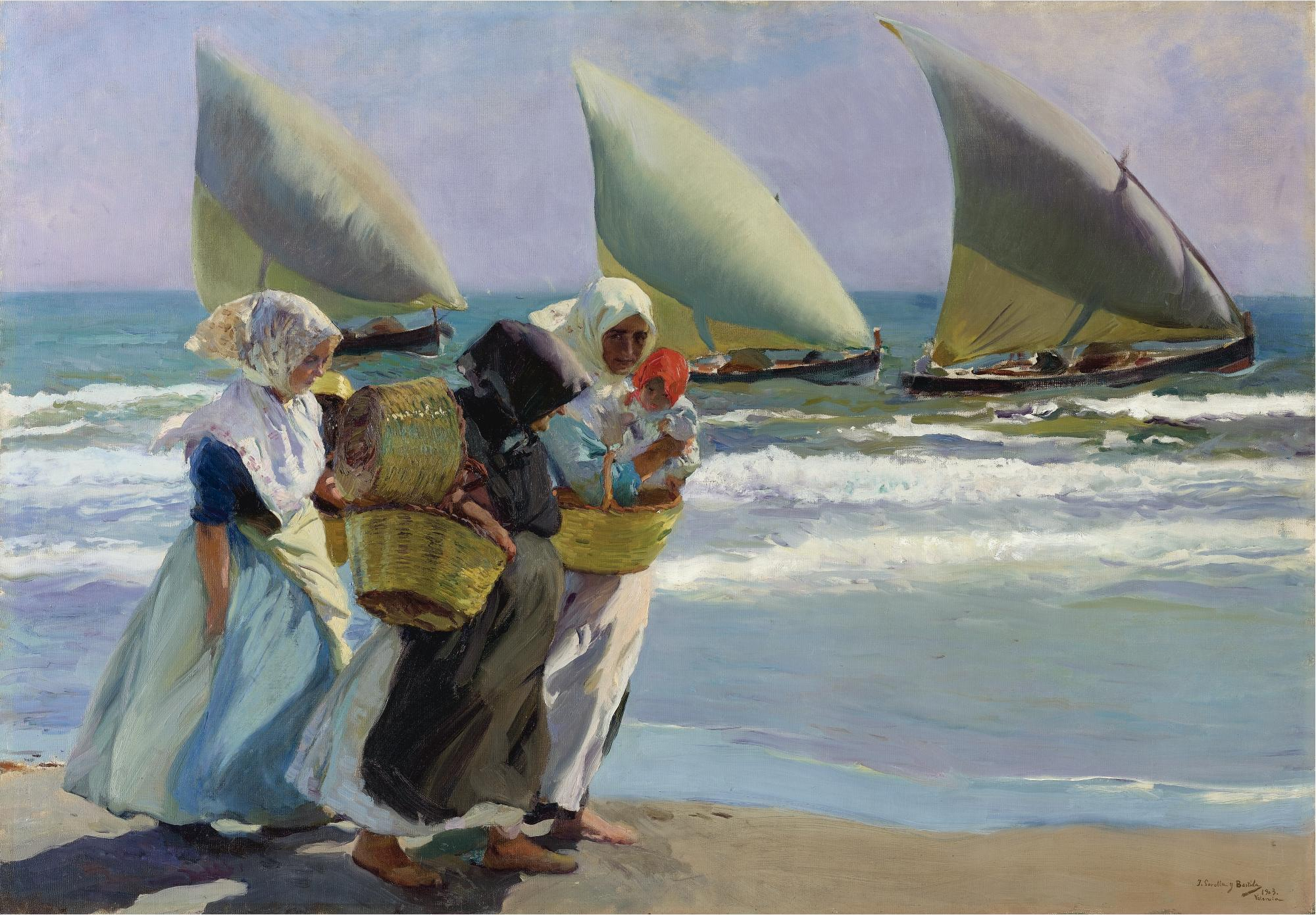
Joaquin Sorolla: Die drei Segel, ehemals Sammlung Max Steinthal

Zur Kunstsammlung von Max Steinthal gehörten Gemälde von Frans Snyders, Joaquín Sorolla und Giovanni Segantini ebenso wie Werke von Lovis Corinth, Édouard Manet, Camille Pissarro, Edvard Munch, Pablo Picasso, Max Liebermann und vielen weiteren. Nach der Herrschaft der Nationalsozialisten galt die Sammlung Steinthal als verschollen. Erst im Jahr 2003 wurden 60 Kunstwerke in Dresden wiederentdeckt und im Jüdischen Museum in Berlin ausgestellt. Weiterhin verschollen ist die Miniaturensammlung von Fanny Steinthal.

## Ehrungen
1902 wurde Max Steinthal der Ehrentitel Kommerzienrat verliehen, der an Persönlichkeiten der Wirtschaft nach erheblichen „Stiftungen für das Gemeinwohl“ vergeben wurde.

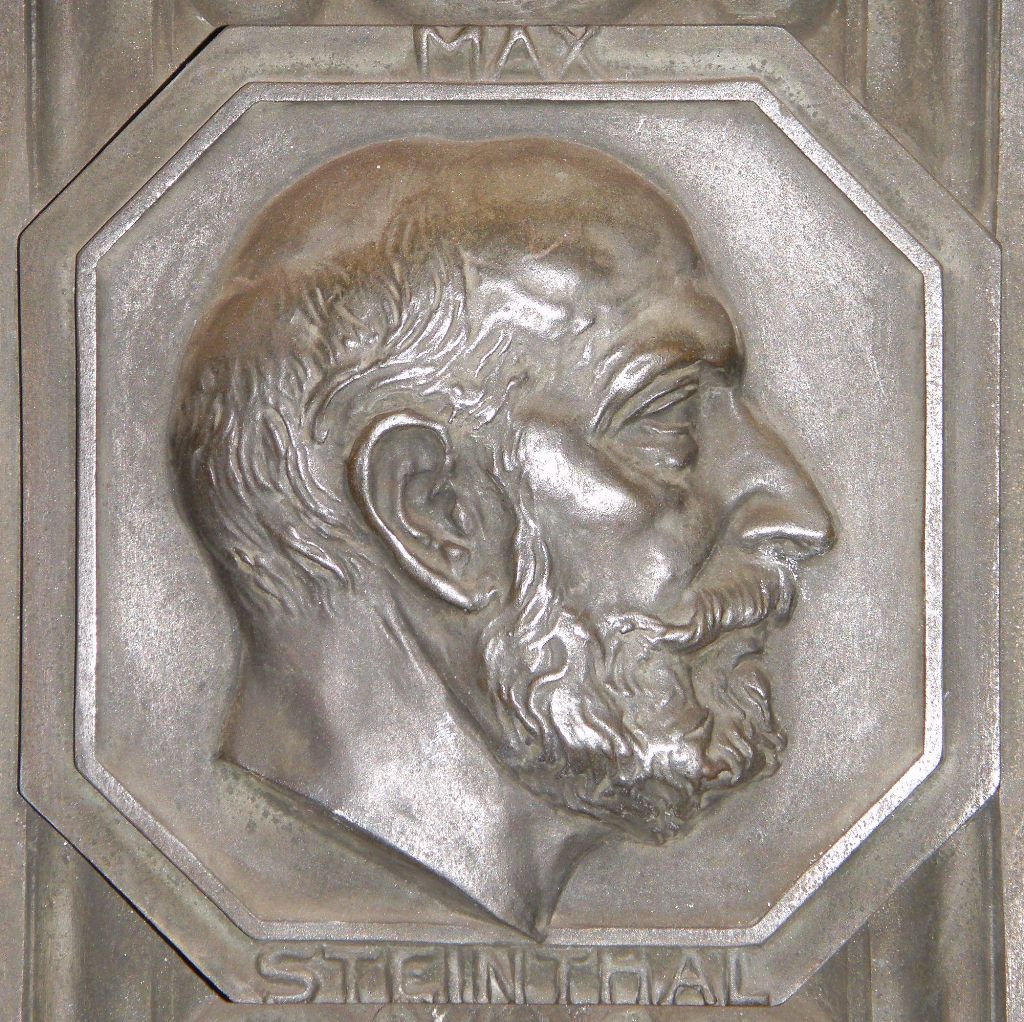
Relief Steinthals auf der Gedenktafel im U-Bahnhof Klosterstraße

Im U-Bahnhof Klosterstraße wurde bereits zur Eröffnung im Juli 1913 eine Gedenktafel eingeweiht. Diese informiert über die Entwicklung der U-Bahn. Am rechten und linken Rand der Tafel befinden sich 16 Reliefportraits von Persönlichkeiten, die zur Entwicklung der Berliner U-Bahn beigetragen haben, unter ihnen auch Max Steinthal.

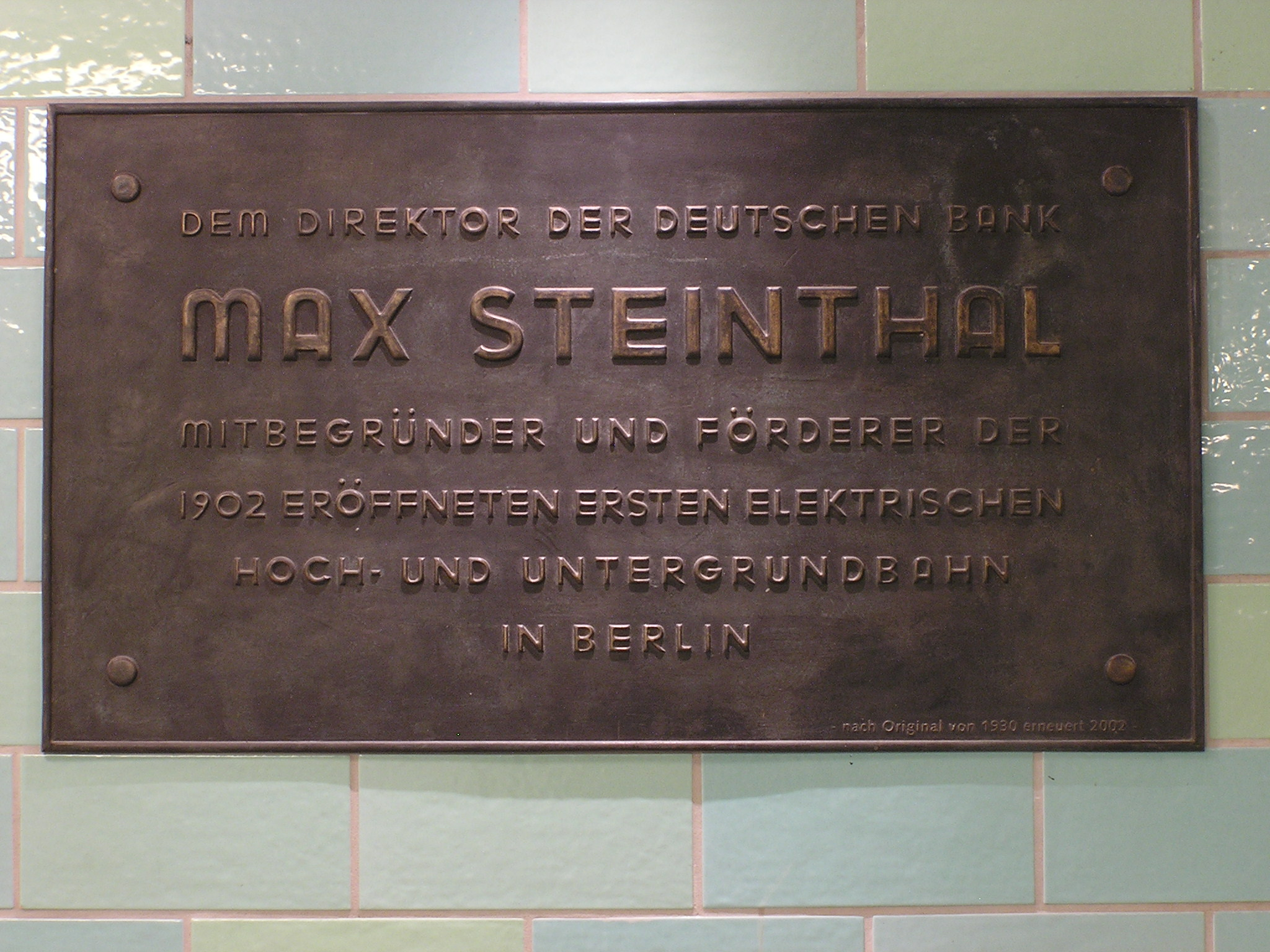
Gedenktafel für Max Steinthal im U-Bahnhof Alexanderplatz

Mit der Inbetriebnahme der U-Bahn-Linie E und der weitestgehenden Fertigstellung des U-Bahnhofes Alexanderplatz im Dezember 1930 wurden im Zwischengeschoss dieses U-Bahnhofs auch zwei Gedenktafeln installiert. Sie ehrten mit Paul Wittig und Max Steinthal die beiden Männer, „die als Mitbegründer und Leiter der Hochbahngesellschaft den Bau von elektrischen Schnellbahnen in Berlin eingeleitet und lange Jahre hindurch gefördert haben.“ 1932 wurden diese beiden Gedenktafeln um eine dritte für Gustav Kemmann ergänzt. Bereits 1933 mit der Machtergreifung der Nationalsozialisten wurde jedoch Steinthals Tafel auf Grund seines jüdischen Glaubens demontiert. Die beiden anderen Tafeln wurden im Zweiten Weltkrieg eingeschmolzen. Erst am 21. Dezember 2002 wurden am selben Ort Repliken montiert.